# Djibril Sow
Mohameth Djibril Ibrahima Sow (Zürich, 6 februari 1997) is een Zwitsers voetballer die doorgaans speelt als middenvelder. In augustus 2023 verruilde hij Eintracht Frankfurt voor Sevilla. Sow maakte in 2018 zijn debuut in het Zwitsers voetbalelftal.

## Clubcarrière
Sow speelde in de jeugd van BC Albisrieden en FC Zürich, alvorens hij overstapte naar de opleiding van Borussia Mönchengladbach. Bij die club maakte hij zijn competitiedebuut op 29 april 2017, op bezoek bij Mainz 05. Lars Stindl en Nico Schulz scoorden voor Mönchengladbach, waarna Yoshinori Muto voor de definitieve 1–2 tekende. Sow mocht van coach Dieter Hecking in de blessuretijd invallen voor Stindl. In de zomer van 2017 maakte de Zwitser voor circa twee miljoen euro de overstap naar Young Boys, waar hij zijn handtekening zette onder een verbintenis voor de duur van vier seizoenen. Zijn eerste competitietreffer viel op 11 maart 2018, toen in eigen huis met 3–1 gewonnen werd van Grasshoppers. Roger Assalé en Guillaume Hoarau hadden al gescoord voor Young Boys, toen ook Sow tot scoren kwam. De tegentreffer was van de voet van Kenan Kodro. Sow speelde de volledige wedstrijd mee bij coach Adi Hütter. Aan het einde van het seizoen 2017/18 veroverde Young Boys de landstitel.
Sow maakte in de zomer van 2019 voor een bedrag van circa veertien miljoen euro de overstap naar Eintracht Frankfurt, waar hij tekende voor vijf jaar. Gedurende vier seizoenen had hij overwegend een basisplaats bij Frankfurt. In deze periode won hij onder meer de UEFA Europa League 2021/22. Voor circa tien miljoen euro verkaste Sow in augustus 2023 naar Sevilla. In Spanje kreeg hij een contract voor vijf seizoenen.

## Clubstatistieken
| Seizoen | Club                     | Competitie       | Competitie | Competitie | Beker | Beker | Internationaal | Internationaal | Totaal | Totaal |
| Seizoen | Club                     | Competitie       | Wed.       | Dlp.       | Wed.  | Dlp.  | Wed.           | Dlp.           | Wed.   | Dlp.   |
| ------- | ------------------------ | ---------------- | ---------- | ---------- | ----- | ----- | -------------- | -------------- | ------ | ------ |
| 2016/17 | Borussia Mönchengladbach | Bundesliga       | 1          | 0          | 2     | 0     | —              | —              | 3      | 0      |
| 2017/18 | Young Boys               | Super League     | 27         | 1          | 4     | 0     | 6              | 0              | 37     | 1      |
| 2018/19 | Young Boys               | Super League     | 28         | 3          | 3     | 0     | 8              | 0              | 39     | 3      |
| 2019/20 | Eintracht Frankfurt      | Bundesliga       | 29         | 1          | 2     | 0     | 9              | 0              | 40     | 1      |
| 2020/21 | Eintracht Frankfurt      | Bundesliga       | 28         | 0          | 1     | 0     | —              | —              | 29     | 0      |
| 2021/22 | Eintracht Frankfurt      | Bundesliga       | 31         | 2          | 1     | 0     | 12             | 1              | 44     | 3      |
| 2022/23 | Eintracht Frankfurt      | Bundesliga       | 32         | 4          | 6     | 0     | 9              | 0              | 43     | 4      |
| 2023/24 | Sevilla                  | Primera División | 24         | 1          | 3     | 0     | 6              | 0              | 33     | 1      |
| 2024/25 | Sevilla                  | Primera División | 13         | 1          | 2     | 0     | —              | —              | 15     | 1      |
| Totaal  | Totaal                   | Totaal           | 213        | 12         | 24    | 0     | 50             | 1              | 287    | 13     |

Bijgewerkt op 21 december 2024.

## Interlandcarrière
Sow maakte op 8 september 2018 zijn debuut in het Zwitsers voetbalelftal toen in de UEFA Nations League met 6–0 gewonnen werd van IJsland door doelpunten van Steven Zuber, Denis Zakaria, Xherdan Shaqiri, Haris Seferović, Albian Ajeti en Admir Mehmedi. Sow mocht van bondscoach Vladimir Petković elf minuten voor tijd invallen voor Zuber. De andere debutant dit duel was Ajeti (FC Basel).
Sow werd in mei 2021 door Petković opgenomen in de Zwitserse selectie voor het uitgestelde EK 2020. Op dit toernooi werd Zwitserland na strafschoppen uitgeschakeld door Spanje in de kwartfinales. Eerder was op die manier juist gewonnen van Frankrijk. In de groepsfase werd gelijkgespeeld tegen Wales (1–1), verloren van Italië (3–0) en gewonnen van Turkije (3–1). Sow speelde mee tegen Italië en Spanje. Zijn toenmalige teamgenoten Steven Zuber (eveneens Zwitserland), Martin Hinteregger, Stefan Ilsanker (beiden Oostenrijk), Kevin Trapp (Duitsland) en André Silva (Portugal) waren ook actief op het EK.
In november 2022 werd Sow door bondscoach Murat Yakin opgenomen in de selectie van Zwitserland voor het WK 2022. Tijdens dit WK werd Zwitserland uitgeschakeld door Portugal nadat in de groepsfase gewonnen was van Kameroen en Servië en verloren van Brazilië. Sow kwam in alle vier duels in actie. Zijn toenmalige clubgenoten Jesper Lindstrøm (Denemarken), Randal Kolo Muani (Frankrijk), Mario Götze, Kevin Trapp (beiden Duitsland), Daichi Kamada (Japan) en Kristijan Jakić (Kroatië) waren ook actief op het toernooi.
| Interlands van Djibril Sow voor Zwitserland | Interlands van Djibril Sow voor Zwitserland | Interlands van Djibril Sow voor Zwitserland | Interlands van Djibril Sow voor Zwitserland | Interlands van Djibril Sow voor Zwitserland | Interlands van Djibril Sow voor Zwitserland |
| №                                           | Datum                                       | Wedstrijd                                   | Uitslag                                     | Competitie                                  | Goals                                       |
| Als speler bij Young Boys                   | Als speler bij Young Boys                   | Als speler bij Young Boys                   | Als speler bij Young Boys                   | Als speler bij Young Boys                   | Als speler bij Young Boys                   |
| ------------------------------------------- | ------------------------------------------- | ------------------------------------------- | ------------------------------------------- | ------------------------------------------- | ------------------------------------------- |
| 1                                           | 8 september 2018                            | Zwitserland – IJsland                       | 6 – 0                                       | Nations League 2018/19                      |                                             |
| 2                                           | 14 november 2018                            | Zwitserland – Qatar                         | 0 – 1                                       | Vriendschappelijk                           |                                             |
| 3                                           | 23 maart 2019                               | Georgië – Zwitserland                       | 0 – 2                                       | EK 2020 kwalificatie                        |                                             |
| 4                                           | 26 maart 2019                               | Zwitserland – Denemarken                    | 3 – 3                                       | EK 2020 kwalificatie                        |                                             |
| Als speler bij Eintracht Frankfurt          |                                             |                                             |                                             |                                             |                                             |
| 5                                           | 15 november 2019                            | Zwitserland – Georgië                       | 1 – 0                                       | EK 2020 kwalificatie                        |                                             |
| 6                                           | 18 november 2019                            | Gibraltar – Zwitserland                     | 1 – 6                                       | EK 2020 kwalificatie                        |                                             |
| 7                                           | 3 september 2020                            | Oekraïne – Zwitserland                      | 2 – 1                                       | Nations League 2020/21                      |                                             |
| 8                                           | 6 september 2020                            | Zwitserland – Duitsland                     | 1 – 1                                       | Nations League 2020/21                      |                                             |
| 9                                           | 7 oktober 2020                              | Zwitserland – Kroatië                       | 1 – 2                                       | Vriendschappelijk                           |                                             |
| 10                                          | 10 oktober 2020                             | Spanje – Zwitserland                        | 1 – 0                                       | Nations League 2020/21                      |                                             |
| 11                                          | 13 oktober 2020                             | Duitsland – Zwitserland                     | 3 – 3                                       | Nations League 2020/21                      |                                             |
| 12                                          | 11 november 2020                            | België – Zwitserland                        | 2 – 1                                       | Vriendschappelijk                           |                                             |
| 13                                          | 14 november 2020                            | Zwitserland – Spanje                        | 1 – 1                                       | Nations League 2020/21                      |                                             |
| 14                                          | 25 maart 2021                               | Bulgarije – Zwitserland                     | 1 – 3                                       | WK 2022 kwalificatie                        |                                             |
| 15                                          | 31 maart 2021                               | Zwitserland – Finland                       | 3 – 2                                       | Vriendschappelijk                           |                                             |
| 16                                          | 3 juni 2021                                 | Zwitserland – Liechtenstein                 | 7 – 0                                       | Vriendschappelijk                           |                                             |
| 17                                          | 16 juni 2021                                | Italië – Zwitserland                        | 3 – 0                                       | EK 2020                                     |                                             |
| 18                                          | 2 juli 2021                                 | Zwitserland – Spanje                        | 1 – 1 (1 – 3 n.s.)                          | EK 2020                                     |                                             |
| 19                                          | 1 september 2021                            | Zwitserland – Griekenland                   | 2 – 1                                       | Vriendschappelijk                           |                                             |
| 20                                          | 5 september 2021                            | Zwitserland – Italië                        | 0 – 0                                       | WK 2022 kwalificatie                        |                                             |
| 21                                          | 9 oktober 2021                              | Zwitserland – Noord-Ierland                 | 2 – 0                                       | WK 2022 kwalificatie                        |                                             |
| 22                                          | 12 oktober 2021                             | Litouwen – Zwitserland                      | 0 – 4                                       | WK 2022 kwalificatie                        |                                             |
| 23                                          | 12 november 2021                            | Italië – Zwitserland                        | 1 – 1                                       | WK 2022 kwalificatie                        |                                             |
| 24                                          | 15 november 2021                            | Zwitserland – Bulgarije                     | 4 – 0                                       | WK 2022 kwalificatie                        |                                             |
| 25                                          | 26 maart 2022                               | Engeland – Zwitserland                      | 2 – 1                                       | Vriendschappelijk                           |                                             |
| 26                                          | 29 maart 2022                               | Zwitserland – Kosovo                        | 1 – 1                                       | Vriendschappelijk                           |                                             |
| 27                                          | 2 juni 2022                                 | Tsjechië – Zwitserland                      | 2 – 1                                       | Nations League 2022/23                      |                                             |
| 28                                          | 5 juni 2022                                 | Portugal – Zwitserland                      | 4 – 0                                       | Nations League 2022/23                      |                                             |
| 29                                          | 9 juni 2022                                 | Zwitserland – Spanje                        | 0 – 1                                       | Nations League 2022/23                      |                                             |
| 30                                          | 12 juni 2022                                | Zwitserland – Portugal                      | 1 – 0                                       | Nations League 2022/23                      |                                             |
| 31                                          | 24 september 2022                           | Spanje – Zwitserland                        | 1 – 2                                       | Nations League 2022/23                      |                                             |
| 32                                          | 27 september 2022                           | Zwitserland – Tsjechië                      | 2 – 1                                       | Nations League 2022/23                      |                                             |
| 33                                          | 24 november 2022                            | Zwitserland – Kameroen                      | 1 – 0                                       | WK 2022                                     |                                             |
| 34                                          | 28 november 2022                            | Brazilië – Zwitserland                      | 1 – 0                                       | WK 2022                                     |                                             |
| 35                                          | 2 december 2022                             | Servië – Zwitserland                        | 2 – 3                                       | WK 2022                                     |                                             |
| 36                                          | 6 december 2022                             | Portugal – Zwitserland                      | 6 – 1                                       | WK 2022                                     |                                             |
| 37                                          | 16 juni 2023                                | Andorra – Zwitserland                       | 1 – 2                                       | EK 2024 kwalificatie                        |                                             |
| 38                                          | 19 juni 2023                                | Zwitserland – Roemenië                      | 2 – 2                                       | EK 2024 kwalificatie                        |                                             |
| Als speler bij Sevilla                      |                                             |                                             |                                             |                                             |                                             |
| 39                                          | 9 september 2023                            | Kosovo – Zwitserland                        | 2 – 2                                       | EK 2024 kwalificatie                        |                                             |
| 40                                          | 12 september 2023                           | Zwitserland – Andorra                       | 3 – 0                                       | EK 2024 kwalificatie                        |                                             |
| 41                                          | 15 oktober 2023                             | Zwitserland – Wit-Rusland                   | 3 – 3                                       | EK 2024 kwalificatie                        |                                             |

Bijgewerkt op 21 december 2024.

## Erelijst
| Competitie          |            |                  |            |            |
| Competitie          | Aantal     | Jaren            |            |            |
| Young Boys          | Young Boys | Young Boys       | Young Boys | Young Boys |
| ------------------- | ---------- | ---------------- | ---------- | ---------- |
| Super League        | 2          | 2017/18, 2018/19 |            |            |
| Eintracht Frankfurt |            |                  |            |            |
| UEFA Europa League  | 1          | 2021/22          |            |            |